# Rebecca Giddens
Rebecca Giddens, nata Bennett (Green Bay, 19 settembre 1977), è un'ex canoista statunitense specializzata nello slalom in kayak che ha preso parte a quattro edizioni dei Giochi olimpici.

## Biografia
Attiva dagli anni Novanta fino a metà degli anni 2000, è sposata con il canoista Eric Giddens.

Ha partecipato ai Giochi olimpici di Sydney 2000 e Atene 2004, vincendo in quest'ultima una medaglia d'argento. Ha vinto alcune medaglie ai Mondiali e alcune competizioni del circuito della Coppa del Mondo di disciplina tra il 2000 e il 2004.

## Palmarès
| Anno | Manifestazione  | Sede                | Evento     | Risultato | Prestazione | Note |
| ---- | --------------- | ------------------- | ---------- | --------- | ----------- | ---- |
| 1999 | Mondiali        | La Seu d'Urgell     | K1 squadre | Argento   | 142.34      |      |
| 2000 | Giochi olimpici | Sydney              | K1         | 7º        | 258.69      |      |
| 2002 | Mondiali        | Bourg-Saint-Maurice | K1         | Oro       | 216.09      |      |
| 2003 | Mondiali        | Augusta             | K1         | Bronzo    | 228.10      |      |
| 2004 | Giochi olimpici | Atene               | K1         | Argento   | 214.62      |      |